# Shamita Shetty
Shamita Shetty (Mangalore, 2 febbraio 1979) è un'attrice indiana di Bollywood Ha fatto il suo debutto cinematografico nel film Mohabbatein (2000), che le è valso la vittoria agli IIFA Awards del premio come Star Debut of the Year - Female.

## Biografia
Shamita Shetty è la figlia di Surendra e Sunanda Shetty; l'attrice Shilpa Shetty è la sua sorella maggiore. 
Shamita Shetty studiò dapprima commercio presso il Sydenham College a Mumbai e successivamente design di moda presso l'Università femminile SNDT a Mumbai per tre anni, conseguendone il diploma. 
Ricevuta un'offerta dal produttore cinematografico Yash Raj Films, iniziò a lavorare come attrice. Per il ruolo del Ishika Dhanrajgir nel suo film di debutto Mohabbatein, diretto da Aditya Chopra ricevette nel 2000 l'IIFA Award per il miglior esordio femminile.
Dal 2008 circa terminò la sua carriera di attrice, iniziando quella di pittrice e di architetto di interni. Arredò nel quartiere Bandra di Mumbai il nichtclub  "Royalty", proprietà della sua famiglia, che fu aperto nel 2010. Infine iniziò presso la Inchbald School of Design e il Central Saint Martins College of Art and Design a Westminster, Londra, dei corsi di architettura e design per interni. Ritornò quindi a Mumbai, lavorando per un anno nel suo ufficio di architetto e fondò nel 2013 la propria impresa Golden Leaf Interiors.
Nel 2015 prese parte nell'8ª squadra al Jhalak Dikhhla, la versione indiana di Let's Dance, e ottenne il terzo posto.

## Filmografia parziale

### Cinema
- Mohabbatein (2000)

## Riconoscimenti
- International Indian Film Academy Awards
  - 2001 – Star Debut of the Year Female per Mohabbatein[5]